# سیکلید گورخری
سیکلید گورخری (نام علمی: Amatitlania nigrofasciata) نام یک گونه از تیره سیکلید است.